# Gorzów Śląski
Pour les articles homonymes, voir Landsberg.
Gorzów Śląski [ˈgɔʒuf ˈɕlõsci] (en allemand : Landsberg in Oberschlesien) est une ville polonaise depuis 1945. Elle est située à 16 km au nord-est de Kluczbork sur la rive gauche de la Prosna et fait partie de la Voïvodie d'Opole.

## Histoire
De 1743 à 1945, Landsberg-en-Haute-Silésie fait partie de l'arrondissement de Rosenberg-en-Haute-Silésie dans le district d'Oppeln au sein de la province de Silésie.

## Évolution démographique
| Année | Population |
| ----- | ---------- |
| 1787  | 663        |
| 1825  | 818        |
| 1828  | 848        |
| 1905  | 1.107      |
| 1939  | 3.049      |
| 1961  | 2.461      |
| 1970  | 2.600      |

## Natifs de cette ville
- Nathanael Pringsheim (né en 1823 à Neu-Wziesko, qui fait actuellement partie de Dobijacz), botaniste allemand
- Herbert Weichmann, politicien allemand